# Nerterhaptomenus
Nerterhaptomenus is een vliegengeslacht uit de familie van de roofvliegen (Asilidae).

## Soorten
- N. morus Hardy, 1934